# Sagues de proscrits
Les sagues de proscrits (en nòrdic antic: Skógarmanna sögur) és un apel·latiu modern literari que es refereix a unes sagues islandeses que tenen com a protagonistes proscrits d'Islàndia. El concepte d'individu fora de la llei s'allunya del perfil bregós que sol mostrar, per exemple, la literatura anglesa; més aviat són personatges que apareixen com «bons proscrits», quasi herois en circumstàncies adverses amb certes simpaties entre alguns grups socials que els donen suport. La trama arrenca al protagonista del seu entorn, el priva de les seues terres, propietats personals i llibertat, i solen estar destinats a un final tràgic. En tots aquests relats sorgeix el clímax quan l'heroi s'enfronta en una batalla sense esperança de triomf, contra unes forces de la societat que l'ha rebutjat.
El manuscrit AM 556a 4t (del segle xv) és l'únic que conté un compendi amb les tres sagues de proscrits que es coneixen:
- Saga de Grettir.
- Saga de Gísla Súrssonar.
- Saga Hardar ok Hólmverja.